# Cheapside
| |  |  |
| Cheapside em 1909 (à esquerda), olhando para o oeste e, em 2005 (à direita), olhando para o leste. A igreja no fundo de cada imagem é a St Mary-le-Bow. |  |  |

Cheapside é uma rua da Cidade de Londres, o centro financeiro moderno e histórico de Londres, que faz parte da estrada A40 London to Fishguard. Liga o Le Grand de St. Martin com Poultry. Perto de seu extremo leste no entroncamento do Banco, onde já é Poultry, fica a Mansion House, o Banco da Inglaterra e a estação Bank. Para o oeste é a Catedral de St. Paul, a estação de metrô de St. Paul e Paternoster Square.
Na Idade Média, era conhecida como Westcheap, ao contrário de Eastcheap, outra rua da cidade, perto da London Bridge. Os limites das alas de Cheap, Cordwainer e Bread Street correm ao longo de Cheapside e Poultry; antes das mudanças de limite em 2003, a estrada foi dividida entre as alas Farringdon Within e Cripplegate, além das três atuais.
O contemporâneo Cheapside é amplamente conhecido como a localização de uma variedade de lojas e escritórios de varejo e alimentos, bem como o único grande centro comercial da cidade, One New Change.

## Etimologia e uso
Cheapside é um nome de uma rua comum em inglês, que significa "market place" ("mercado"), do Inglês antigo, 'to buy' ('comprar') (do alemão kaufen, do holandês kopen, do sueco köpa, pronunciado [sheu-pah]), de onde também apareceu o negociante itinerante ou vendedor ambulante (chapman) e a literatura popular de ficção impressa (chapbook). Originalmente, não havia nenhuma conexão com o significado moderno de barato ("cheap") ("baixo preço", um encurtamento de bom "ceap", "boa compra"), embora no século XVIII essa associação possa ter começado a ser inferida.
Outras cidades e vilas na Inglaterra que têm um Cheapside incluem Ambleside, Ascot, Barnsley, Birmingham, Bradford, Bristol, Derby, Halifax, Knaresborough, Lancaster, Leicester, Liverpool, Luton, Manchester, Nottingham, Preston, Reading e Wolverhampton. Há também um Cheapside em Bridgetown, Barbados; Lexington, Kentucky, EUA; Greenfield, Massachusetts, EUA; Saint Helier, Jersey; e London, Ontário, Canadá.

## História

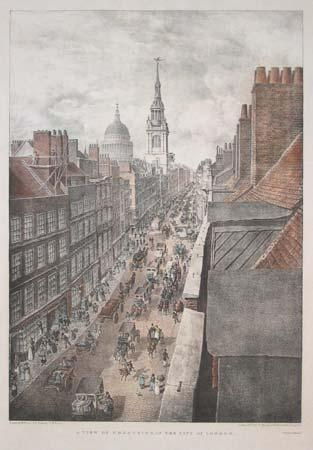
Cheapside em 1823, olhando para o oeste em direção a Catedral de St. Paul

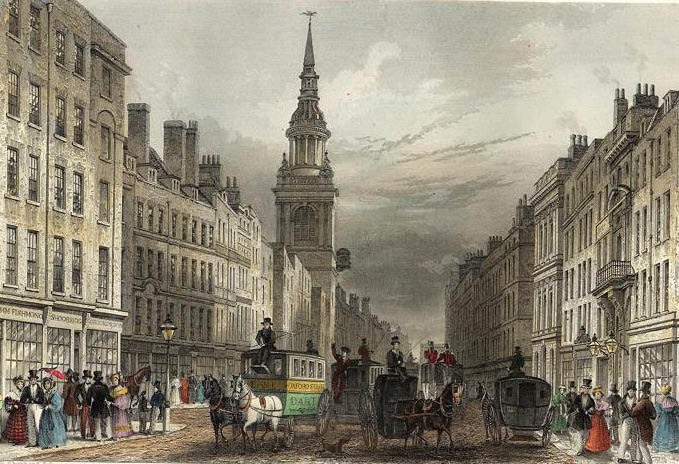
Uma visão da Cheapside em 1837

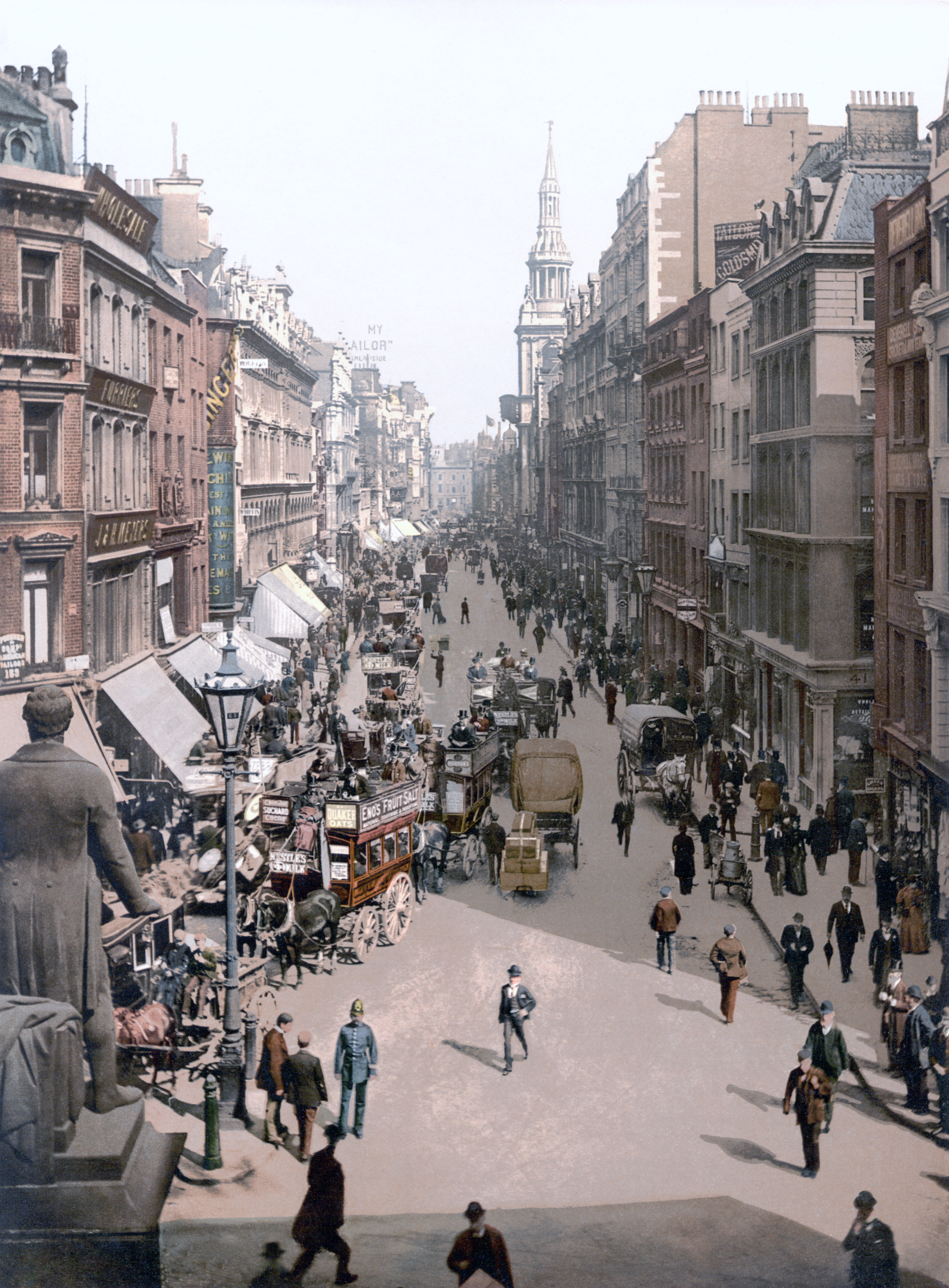
Fotocromo da Cheapside em 1890-1900

Cheapside é o antigo local de um dos principais mercados de produtos em Londres, "cheap" ("barato") amplamente significa "mercado" no inglês medieval. Muitas das ruas que alimentam a rua principal são nomeadas em homenagem aos produtos que já foram vendidos nas áreas do mercado, incluindo a Honey Lane, a Milk Street, a Bread Street e a Poultry.
Nos tempos medievais, a rota processional real da Torre de Londres para o Palácio de Westminster incluia a Cheapside. Durante as ocasiões do estado, como a primeira entrada de Margarida da França (segunda esposa do rei Eduardo I), em Londres, em setembro de 1299, os canais de Cheapside fluíam habitualmente com vinho.
Durante o reinado de Eduardo III no século XIV, os torneios foram realizados em campos adjacentes. Os perigos, no entanto, não estavam limitados aos participantes: um suporte de madeira construído para acomodar a rainha Filipa de Hainault e seus companheiros, caiu durante um torneio que celebrava o nascimento de Eduardo, o Príncipe Negro em 1330. Ninguém morreu, mas o rei ficou muito descontente, e os construtores do suporte teriam sido mortos, se não fosse pela intercessão da rainha.
No dia anterior a sua coroação, em janeiro de 1559, Isabel I passou por várias ruas de Londres em uma procissão de pré-coroação e se divertiu com uma série de concursos, incluindo um em Cheapside.
A carne foi trazida para Cheapside do mercado de Smithfield, nos arredores de Newgate. Depois da grande igreja de St. Michael-le-Querne, a extremidade superior da rua ampliou-se em uma via dupla conhecida como Shambles (referindo-se a um matadouro ao ar livre e mercado de carne), com açougues em ambos os lados e uma divisão da área central também contendo açougueiros. Mais abaixo, à direita, ficava a Goldsmiths Row, uma área de revendedores de mercadorias. Do século XIV até o Grande incêndio de Londres, o extremo leste de Cheapside foi a localização do Great Conduit.

## Conexões literárias
Cheapside foi o local de nascimento de John Milton e Robert Herrick. Foi durante muito tempo uma das ruas mais importantes de Londres. É também o local dos 'Bow Bells', a igreja de St. Mary-le-Bow, que desempenhou um papel na herança de Cockney em Londres e na história de Dick Whittington. Geoffrey Chaucer cresceu em torno de Cheapside e há uma dispersão de referências à via pública e seus arredores ao longo de seu trabalho. O primeiro capítulo da série Brief Lives de Peter Ackroyd, sobre Chaucer, também descreve a rua na época. A peça teatral de Thomas Middleton, A Chaste Maid in Cheapside (1613), satiriza e celebra os cidadãos do bairro durante a Renaissance, quando a rua abrigou os ourives da cidade.
William Wordsworth, em seu poema de 1797, "The Reverie of Poor Susan", imagina uma naturalista Cheapside do passado:

E um rio flui pelo vale de Cheapside.

Jane Austen, em seu romance de 1813 Pride and Prejudice, caracteriza Cheapside como um bairro de Londres desaprovado pela elite da terra:

"Eu acho que ouvi você dizer que o tio deles é um advogado em Meryton."
"Sim, e eles têm outro, que mora perto de Cheapside."
"Isso é capital", acrescentou a irmã, e os dois riram com entusiasmo.
"Se eles tivessem tios suficientes para preencher todo o Cheapside", exclamou Bingley, "isso não os tornaria nem um pouco mais agradáveis".
"Mas deve muito materialmente diminuir sua chance de se casar com homens de qualquer consideração no mundo", respondeu Darcy.

Charles Dickens, Jr. escreveu em seu livro de 1879, Dickens's Dictionary of London:

Cheapside permanece agora o que era cinco séculos atrás, a maior via da cidade de Londres. Outras localidades tiveram seu dia, subiram, tornaram-se moda e mergulharam na obscuridade e na negligência, mas Cheapside manteve seu lugar e pode gabar-se de ser a via mais movimentada do mundo, com a única exceção talvez da ponte de Londres.

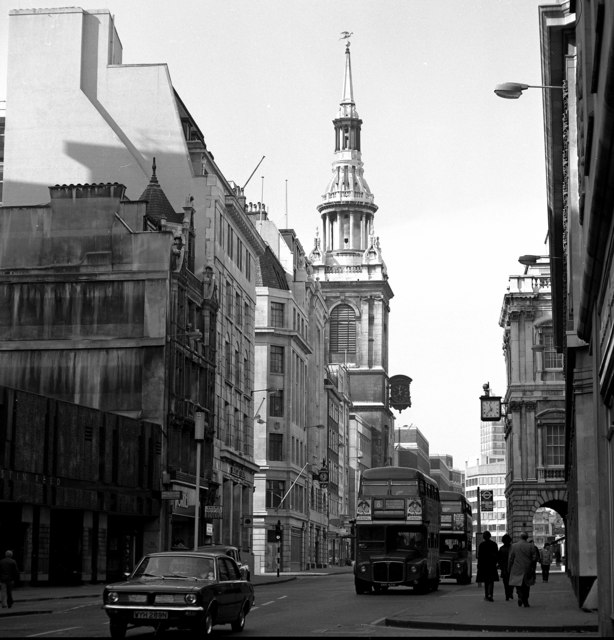
Cheapside em 1979

O livro de Hugh Lofting, "Doctor Dolittle", publicado em 1951, nomeia um pardal londrino briguento com um sotaque de Cockney Cheapside. Ele vive a maior parte do ano na orelha esquerda de St. Edmund na Catedral de St. Paul e é convidado para o país africano de Fantippo para entregar correspondência às cidades porque as outras aves não são capazes de navegar pelas ruas da cidade.
Cheapside também é retratado no romance histórico de 1951 de Rosemary Sutcliff, "The Armourer's House", juntamente com outras partes da Tudor London.
Em um tratamento mais contemporâneo, o Cheapside of the Middle Ages foi referenciado em um sentido depreciativo no filme "A Knight's Tale", de 2001, como sendo o local de nascimento pobre, insalubre e de baixa classe e lar do herói improvável.
O Cheapside do século XIX é apresentado como a casa de Mary "Jacky" Faber em Bloody Jack por L. A. Meyer.
William Shakespeare usou Cheapside como cenário para várias cenas obscenas em Henrique IV, Parte 1. Uma referência a ela também é feita em Henrique IV, Parte 2, em um discurso do rebelde Jack Cade: "... tudo será comum no reino e meu palafrém pastará em Cheapside".
Além disso, Cheapside é retratada como um cenário importante no romance best-seller de Maria McCann, "As Meat Loves Salt", uma característica histórica contra a Guerra Civil Inglesa.

## Cheapside contemporânea

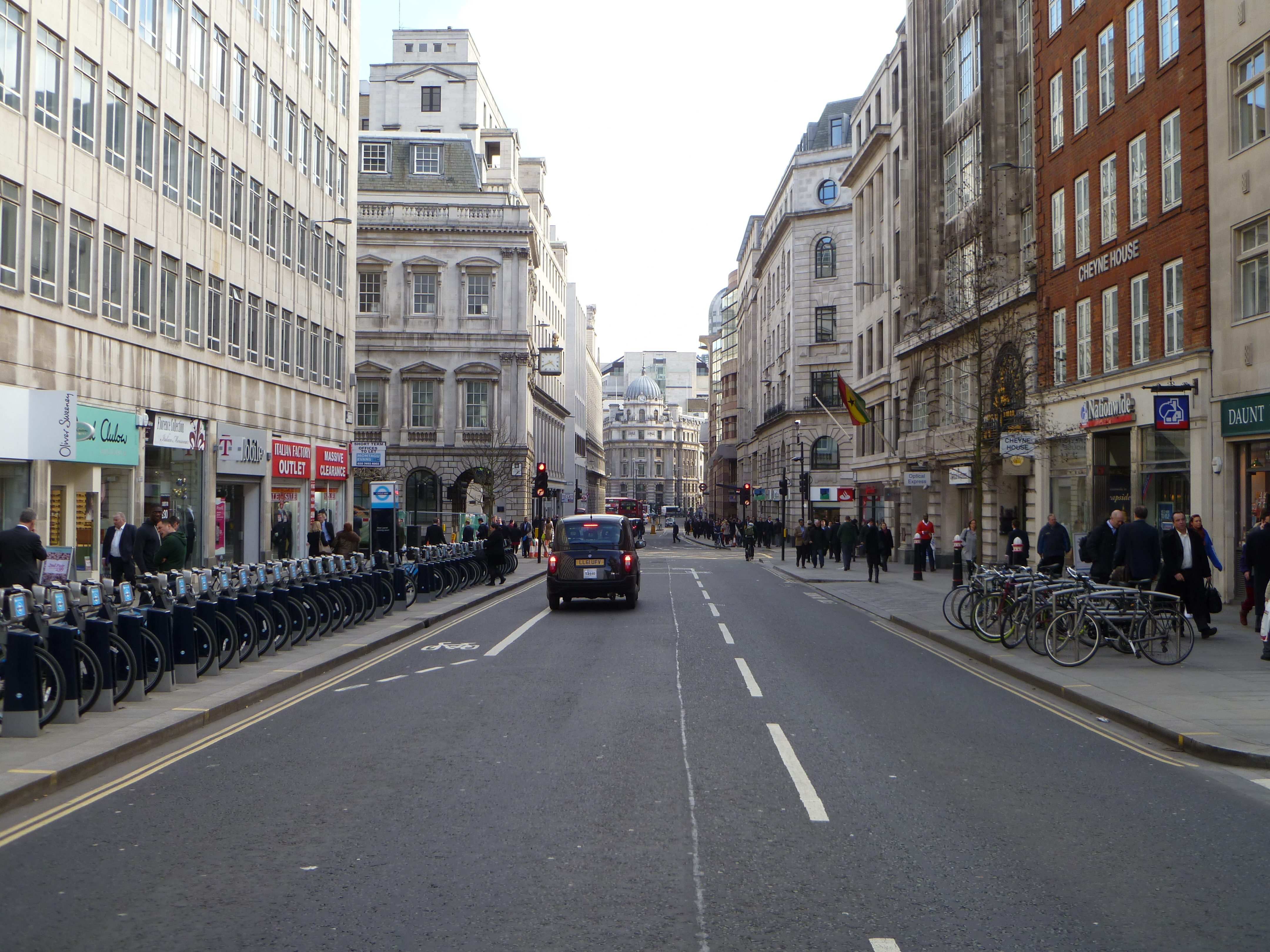
Cheapside em 2012

Cheapside hoje é uma rua de escritórios e desenvolvimentos de lojas de varejo. Ela não pode mais ser descrita como "a via mais movimentada do mundo" (como no dia de Charles Dickens Jr.) e é simplesmente uma das muitas rotas que ligam o East End e a cidade de Londres com o West End.
Cheapside foi extensivamente danificada durante a Blitz no final de 1940 e particularmente durante o Segundo Grande Incêndio de Londres. Grande parte da reconstrução, após esses ataques, ocorreu durante os anos 50 e 60 e incluiu uma série de tentativas contemporâneas antipáticas de recriar a arquitetura secular que havia sido destruída. Nos últimos anos, muitos desses edifícios foram demolidos, já que um programa de regeneração acontece ao longo de Cheapside, desde a Paternoster Square até a Poultry.
O esboço da Estratégia Básica dos Quadros Locais de Desenvolvimento da Cidade delineia a visão e as políticas para a área Cheapside, com o objetivo de aumentar a quantidade de espaço de varejo ao longo e perto da rua e fazer da área um bom ambiente para visitantes e compradores. O plano é restabelecer a rua como a "High Street" da cidade, inclusive como um destino de compras de fim de semana (até recentemente, muitas unidades de varejo na cidade estavam fechadas aos sábados e domingos). Um grande desenvolvimento de varejo e escritório no centro do esquema, One New Change, foi inaugurado em 28 de outubro de 2010. Está situado em Cheapside no cruzamento com a New Change, imediatamente a leste da Catedral de St. Paul.
Para resolver o aumento previsto do número de compradores como resultado da regeneração, a própria rua passou por obras de reconstrução para tornar a área mais favorável ao tráfego de pedestres; Espera-se que as obras façam de Cheapside a principal área comercial da Cidade de Londres.
Cheapside fez parte do curso de maratona dos Jogos Olímpicos de Verão de 2012 e Jogos Paralímpicos de Verão de 2012. A maratona olímpica feminina aconteceu no dia 5 de agosto e a maratona olímpica masculina aconteceu no dia 12 de agosto. As quatro maratonas paralímpicas foram realizadas em 9 de setembro.

## Trabalhos citados
- A Glossary and Etymological Dictionary: Of Obsolete and Uncommon Words William Toone (Bennett: London, 1834)
- Kings and Queens of Britain, Williamson, D. (1986), Salem House, ISBN 0-88162-213-3.

51° 30' 50.76" N 0° 5' 37.32" O